# Bandera de Santander (regata)
La Bandera de Santander es el premio de una regata que actualmente organiza la Federación Cántabra de Remo.

## Historia
La historia de la competición se remonta por lo menos al año 1856, cuando las tripulaciones se disputaban el premio entre las machinas y la Isla de la Torre. Dos años más tarde el campo de regateo varió para celebrarse en paralelo a las machinas y a una sola regata.
En 1861 tras la visita de la reina Isabel II también se celebraron regatas de traineras en su honor, en junio, entre varias tripulaciones entre las que ganó la de Castro Urdiales. Durante todo el resto del siglo se celebran regatas de traineras en la bahía de Santander y en El Sardinero hasta el cambio de siglo, en el que hubo varios años en los que no se celebró a principios de siglo y durante las décadas de los años 50 y 60.
En la década de los 40, la Bandera de Santander era la regata que se usaba para el Campeonato de Cantabria. En 1950 se dio la circunstancia de que la donostiarra Esperanza ganó la regata, siendo campeón de Cantabria la trainera de Pedreña, que entró en segundo lugar.
En 1966 se celebra por primera vez el Gran Premio del Nervión en Portugalete aunque al igual que con la Bandera de Santander ya se habían celebrado muchas más competiciones en el Nervión años atrás.
A continuación, se debe destacar la creación del Club de Remo Santander que llegó a ganar el Campeonato Regional de traineras y que a comienzos de los años 70 fue el club de la ciudad. En esta época se comienzan a crear nuevas Banderas y Grandes Premios con motivo de la creación de nuevos clubes y un resurgimiento del remo. Así se crean el citado Gran Premio del Nervión, el Gran Premio de Cantabria (nuevo nombre que se otorga a la "Bandera de Santander"), la Bandera de Santoña, etc.
En 1979 y 1983 las traineras cántabras disputaron también el Campeonato de Cantabria de traineras. De 1972 a 1975 se puso en juego también el trofeo Príncipe de España, que lo ganaba el vencedor de la tanda de honor el segundo día de la bandera. A partir de 1976 dicho trofeo se llamó Copa del Rey hasta el año 1990, cuando comenzó el Gran Premio Diputación de Cantabria. Desde ese año se disputó el trofeo Memorial Ángel Velasco como homenaje al expresidente del club. De 1981 a 1983 los ganadores de la bandera también se adjudican el trofeo Memorial Manolo Santamaría, como homenaje al patrón santanderino de los años 1940.
El recorrido de la regata variará mucho con los años, anteriormente se realizaba frente al Palacete y las balizas exteriores a la altura del Muelle de la Escuela Náutica, también se realizaba frente al Palacete con balizas exteriores en el embarcadero de Maliaño. A su vez ha habido ediciones que debido al tiempo o el estado de la Bahía se ha modificado realizándose en contrarreloj, como por ejemplo en 1993, edición que se realizó en contrarreloj desde Cabo Menor al Palacete. Otro cambio significativo en la organización fue en 1999 cuando la Bandera dejó de celebrarse a dos días para celebrarse a uno solo. Desde el año 2001 hasta el 2004 se celebra en el Abra del Sardinero, si bien desde 2005 hasta hoy se celebra en la bahía de Santander, situándose la salida junto al monumento de los raqueros y las baliza exteriores frente a los muelles de Maliaño.
La última época reseñable viene ligada al Club de Remo Ciudad de Santander y abarca desde la creación de éste en 1988 hasta nuestros días. Ganador de varias ediciones del Memorial Ángel Velasco (Mejor Tripulación Cántabra) en 1999 se hace con la tan preciada Bandera para sus vitrinas. En el año 2000 y en el 2001 repite el club local imponiéndose a Urdaibai y Ondarroa respectivamente.
Desde la creación de la Liga ARC, la Bandera de Santander ha pertenecido a ésta en su categoría superior, la ARC Grupo 1. En el año 2006 fue la quinta regata de las 13 que se disputaron en la liga y en el 2007 (se disputó en tres tandas de cuatro con 5.556 metros y tres ciabogas con cuatro largos) fue la quinta de las 14 disputadas.

## Palmarés desde 1970
| Año  | Campeón              | Notas                                               |
| ---- | -------------------- | --------------------------------------------------- |
| 1970 | Astillero            |                                                     |
| 1971 | Astillero            |                                                     |
| 1972 | Astillero            |                                                     |
| 1973 | Lasarte Michelín     |                                                     |
| 1974 | Lasarte Michelín     |                                                     |
| 1975 | Lasarte Michelín     |                                                     |
| 1976 | Kaiku                |                                                     |
| 1977 | Lasarte Michelín     |                                                     |
| 1978 | Kaiku                |                                                     |
| 1979 | Santurce             |                                                     |
| 1980 | Kaiku                |                                                     |
| 1981 | Castro               | Memorial Manolo Santamaría                          |
| 1982 | Kaiku                | Memorial Manolo Santamaría                          |
| 1983 | Orio                 | Memorial Manolo Santamaría                          |
| 1984 | Castro               |                                                     |
| 1985 | Kaiku                |                                                     |
| 1986 | Kaiku                |                                                     |
| 1987 | Orio                 |                                                     |
| 1988 | Fuenterrabía         |                                                     |
| 1989 | Ur-Kirolak           |                                                     |
| 1990 | Ciérvana             | Memorial Ángel Velasco                              |
| 1991 | Orio                 | Memorial Ángel Velasco para C. Santander            |
| 1992 | Ciérvana             | Memorial Ángel Velasco para C. Santander            |
| 1993 | Fuenterrabía         | Memorial Ángel Velasco para C. Santander            |
| 1994 | Castropol            | Memorial Ángel Velasco para C. Santander            |
| 1995 | Castropol            | Memorial Ángel Velasco para Santoña                 |
| 1996 | Fuenterrabía         | Memorial Ángel Velasco para Santoña                 |
| 1997 | Fuenterrabía         | Memorial Ángel Velasco para C. Santander            |
| 1998 | Astillero            |                                                     |
| 1999 | Ciudad de Santander  |                                                     |
| 2000 | Ciudad de Santander  |                                                     |
| 2001 | Ciudad de Santander  |                                                     |
| 2002 | Urdaibai             |                                                     |
| 2003 | Ur-Kirolak           |                                                     |
| 2004 | Ciérvana             |                                                     |
| 2005 | Ciudad de Santander  |                                                     |
| 2006 | Pasajes de San Pedro |                                                     |
| 2007 | Guetaria             |                                                     |
| 2008 | Astillero            |                                                     |
| 2009 | Guecho               |                                                     |
| 2010 | Santoña              |                                                     |
| 2011 | Urdaibai             |                                                     |
| 2012 | Trintxerpe           |                                                     |
| 2013 | San Pedro B          |                                                     |
| 2014 | Deusto               |                                                     |
| 2015 | Pedreña              | I Descenso Santander-Camargo                        |
| 2016 | Camargo              | II Descenso Santander-Camargo                       |
| 2017 | Camargo              | III Descenso Santander-Camargo                      |
| 2018 | Astillero            | IV Descenso Santander-Camargo                       |
| 2019 | No se celebró        |                                                     |
| 2020 | Pedreña              |                                                     |
| 2021 | Pedreña              | Campo de regatas del Abra del Sardinero, edición LI |
| 2022 | Pedreña              |                                                     |
| 2023 | Camargo              | Seis largos y cinco ciabogas, edición LIII          |
| 2024 | Astillero            |                                                     |
| 2025 | Pedreña              |                                                     |

## Equipo con más títulos
| Equipo              | Títulos |
| ------------------- | ------- |
| Astillero           | 7       |
| Kaiku               | 6       |
| Pedreña             | 5       |
| Ciudad de Santander | 4       |
| Lasarte Michelin    | 4       |
| Fuenterrabía        | 4       |